# O Ouro de Mackenna
Mackenna's Gold (bra/prt: O Ouro de Mackenna) é um filme estadunidense de 1969, do gênero faroeste, dirigido por J. Lee Thompson, com roteiro de Carl Foreman baseado no romance homônimo de Heck Allen, por sua vez inspirado na lenda da mina perdida de Lost Adams Diggings.
Fotografado em "Super Panavision 70" por Joseph MacDonald, o longa teve trilha sonora de Quincy Jones.

## Sinopse
O delegado MacKenna perseguia a gangue do bandoleiro Colorado quando, ao cavalgar pelo deserto, é alvo de tiros dados por um velho chefe Apache. Ao responder aos tiros, achando que eram os bandidos, MacKenna acaba ferindo mortalmente o índio. Antes de morrer, o chefe lhe dá um antigo mapa que, segundo ele, traz o segredo da localização do 'Canyon del Oro'. Mas o alerta que, ao encontrar o veio de ouro, despertará a fúria de antigos deuses. MacKenna conhecia a lenda sobre o rico veio de ouro dos Apaches e do garimpeiro Lost Adam, que o teria descoberto e fora tornado cego pelos índios para que não achasse mais o local. Ele não acredita no velho e joga o mapa no fogo. Mas grava o desenho na memória.
Ao cavar uma sepultura para o índio, MacKenna é surpreendido por Colorado e sua gangue. Colorado perseguia o velho índio pois sabia do mapa graças aos selvagens renegados que estavam com ele e que lhe contaram. MacKenna lhe diz então que destruiu o mapa, mas Colorado sabe sobre a grande memória do delegado (o observara na mesa de carteado) e o leva com ele, para que procure a localização do veio de ouro secreto. Durante a jornada, várias pessoas gananciosas e o próprio Lost Adam se juntarão à procura, que está destinada a um trágico fim, conforme profetizara o índio morto por Mackenna.

## Elenco
- Gregory Peck...Delegado MacKenna
- Omar Sharif...Colorado
- Camilla Sparv...Inga Bergmann
- Julie Newmar...Hesh-Ke
- Ted Cassidy...Hachita
- Telly Savalas...Sgt. Tibbs
- Eli Wallach...Ben Baker
- Edward G. Robinson...Velho Adams
- Robert Phillips...Monkey
- Raymond Massey...Reverendo
- Burgess Meredith
- Keenan Wynn...Sanchez
- Eduardo Ciannelli
- Lee J. Cobb...Editor
- Anthony Quayle...Velho Inglês
- J. Robert Porter...Jovem Inglês
- David Garfield...Filho de Adams
- Victor Jory...Narrador